# Antonee Robinson
Antonee Robinson (Milton Keynes, 8 de agosto de 1997), frequentemente referido pelo apelido de Jedi, é um futebolista estadunidense que atua como lateral-esquerdo. Atualmente joga pelo Fulham.

## Carreira

### Fulham
Chegou ao Fulham, clube da Premier League, em 20 de agosto de 2020, por £2 milhões. Ele fez sua estreia pelo clube em um jogo da Copa da Liga Inglesa contra o Ipswich Town em 16 de setembro. Ele fez sua estreia na Premier League em 4 de outubro contra o Wolverhampton. Ele marcou seu primeiro gol pelo clube na Copa da Liga Inglesa contra o Birmingham City em 24 de agosto de 2021.

## Seleção
Robinson era elegível para representar a Inglaterra e os Estados Unidos. Ele nasceu e foi criado em Milton Keynes, Inglaterra. Seu pai nasceu na Inglaterra, mas foi criado em White Plains e ganhou a cidadania americana, também é descendente de jamaicanos por meio de sua avó paterna.
Foi convocado pela primeira vez no nível sub-18 com os Estados Unidos. Ele também foi convocado para a seleção sub-20 dos Estados Unidos, embora não tenha disputado nenhuma partida. Em março de 2018, Robinson foi convidado para treinos da equipe principal dos Estados Unidos e sub-21 da Inglaterra e aceitou a convocação sênior dos Estados Unidos para um amistoso contra o Paraguai. Ele fez sua estreia nos Estados Unidos em 28 de maio de 2018, jogando os 90 minutos completos em uma vitória por 3 a 0 em um amistoso contra a Bolívia e registrando uma assistência.

## Títulos
Fulham
- EFL Championship: 2021–22

Estados Unidos
- Liga das Nações da CONCACAF: 2019–20